# معاهده راشتات
معاهده راشتات (انگلیسی: Treaty of Rastatt)، به مجموعه توافقات صلحی میان فرانسه و اتریش در سال ۱۷۱۴ که در شهر راشتات نوشته و امضا شد. این معاهده به جنگ جانشینی اسپانیا که اروپا را به مدت ۱۷ سال درگیر کرده بود، پایان داد. این قرارداد دنباله قرارداد اوترخت بود که در سال ۱۷۱۳ امضا شد اما به آن عمل نشد. مفاد این قرارداد بدین گونه بود:
دولت انگلستان در این زمان شناسایی پادشاهی فیلیپ پنجم را بر اسپانیا و مستملکات آن کشور در آمریکا تحت شرایطی مناسب پذیرفت:
- عدم اتحاد فرانسه و اسپانیا تحت سلطنت واحد؛
- وجود دژهای سدکننده برای حفاظت هلند و آلمان در برابر هجوم آتی و احتمالی فرانسه؛
- متصرفات فرانسه بازگردانده شوند؛
- شناسایی سلطنت موروثی پروتستان در انگلستان و اخراج جیمز سوم از فرانسه؛
- خلع سلاح دنکرک؛
- تأیید و پذیرش استقرار حکومت انگلستان بر جبل طارق، نیوفندلند، و خلیج هودسن؛
- و انتقال حق انحصاری برده فروشی فرانسه در آمریکای اسپانیا به انگلستان.